# Pyhtönen
Pyhtönen är en sjö i kommunen Mänttä-Filpula i landskapet Birkaland i Finland. Sjön ligger 105,5 meter över havet. Arean är 67 hektar och strandlinjen är 5,99 kilometer lång. Sjön  ingår i Kumo älvs huvudavrinningsområde.   Den ligger omkring 76 km nordöst om Tammerfors och omkring 220 km norr om Helsingfors. 
I sjön finns öarna Otsasaari och Matinsaari. Den avskiljs från den större sjön Ukonselkä i norr genom halvön Muuraissaari.